# Sieraków (województwo łódzkie)
Sieraków – wieś w Polsce położona w województwie łódzkim, w powiecie kutnowskim, w gminie Kutno.
W latach 1975–1998 miejscowość położona była w województwie płockim. 
Na jej terenie znajdują się jeszcze ruiny pałacyku dziedzica.
16 września 1939 oficerowie Wehrmachtu z inspiracji mieszkańców wsi Holendry (osadników niemieckich) zatrzymali 3 mieszkańców. Aresztowanych wywieziono do wsi Trąbki i tam zamordowano.
We wsi mieszka 156 osób, z czego 46,8% stanowią kobiety, a 53,2% mężczyźni. W 2002 roku we wsi były 53 gospodarstwa domowe. Wśród nich dominowały gospodarstwa zamieszkałe przez jedną osobę - takich gospodarstw było 16.